# Танкинк, Брам
Брам Танкинк (нидерл. Bram Tankink; род. 3 декабря 1978 в Хаксбергене,  Нидерланды) — голландский профессиональный  шоссейный велогонщик, выступающий за команду мирового тура «Lotto NL-Jumbo».

## Достижения
1999
3-й Тур Румынии - Генеральная классификация
2000
1-й  - Чемпион Нидерландов - Групповая гонка (U23)
2-й Ster der Beloften - Генеральная классификация
2004
6-й Кубок Японии
8-й Тур дю От-Вар
2005
1-й Ridderronde Maastricht
1-й Profronde van Almelo
1-й - Этап 1 Тур Германии
3-й Profronde van Stiphout
3-й Profronde van Oostvoorne
2006
2-й Profronde van Almelo
3-й Profronde van Stiphout
7-й Тур дю От-Вар
2007
1-й Гран-при Ефа Схеренса
1-й Ridderronde Maastricht
3-й Acht van Chaam
7-й Энеко Тур - Генеральная классификация
8-й Гран-при Фурми
2008
1-й Profronde van Wierden
2-й Profronde van Zwolle
3-й Profronde van Heerlen
5-й Тур Бельгии - Генеральная классификация
8-й Энеко Тур - Генеральная классификация
8-й Гран-при Валлонии
10-й Вуэльта Андалусии - Генеральная классификация
2009
3-й Profronde van Zwolle
8-й Ster Elekrotoer - Генеральная классификация
2010
3-й Тур Бельгии - Генеральная классификация
2011
2-й - Чемпионат Нидерландов - Групповая гонка
5-й - E3 Харелбеке
5-й - Брабантсе Пейл
5-й - Омлоп ван хет Хаутланд
2014
6-й - Дрёйвенкурс Оверейсе
6-й - Омлоп ван хет Хаутланд

## Статистика выступлений

### Гранд-туры
| Гонка           | 2002 | 2003 | 2004 | 2005 | 2006 | 2007 | 2008 | 2009 | 2010 | 2011 | 2012 | 2013 | 2014 | 2015 | 2016 | 2017 |
| --------------- | ---- | ---- | ---- | ---- | ---- | ---- | ---- | ---- | ---- | ---- | ---- | ---- | ---- | ---- | ---- | ---- |
| Джиро д'Италия  | —    | —    | —    | —    | —    | —    | —    | —    | —    | 35   | —    | —    | —    | —    | 61   | НФ   |
| Тур де Франс    | —    | —    | —    | 111  | 93   | 40   | 59   | —    | НФ   | —    | 144  | 64   | 40   | 55   | —    | —    |
| Вуэльта Испании | НФ   | 94   | 64   | —    | —    | —    | —    | 34   | —    | —    | —    | —    | —    | —    | 103  | —    |

| —  | Не участвовал  |
| НФ | Не финишировал |